# Реагент
Реагент е вещество или съединение, което се добавя към система, за да предизвика химична реакция или за да пробва дали ще възникне такава. Намират широка употреба в аналитичната химия. Много реагенти се произвеждат специално за лабораторна употреба. Разделят се на групи, в зависимост от състава им: неорганични, органични, съдържащи радиоактивни изотопи и други. Много от тези реагенти са отровни, огнеопасни, взривоопасни и работата с тях изисква предпазливост.

## Органична химия
В органичната химия терминът реагент се отнася за химична съставка (съединение или смес), която се внася, за да предизвика желана трансформация на органично вещество. Такива са реагентите на Колинс, Фентън и Гриняр.

## Комерсиални и лабораторни реагенти
В комерсиалната и лабораторната употреба, реагентите трябва да отговарят на определени стандарти за чистота, които осигуряват научната прецизност и надеждност на химическия анализ и реакции. Стандартите за чистота се регулират от специални организации. Така например, водата с качество на реагент трябва да има много ниско съдържание на примеси като натриеви и хлоридни йони, силициев диоксид и бактерии, както и много висока специфична електропроводимост.

## Биология
В биологията, революцията на биотехнологиите през 1980-те години израства от разработването на реагенти, които могат да бъдат използвани за идентифициране и манипулиране на химичната материя в и на клетките. Тези реагенти включват антитела, олигомери и методи за молекулно клониране, репликация на ДНК и много други.